# Un sogno senza confini
Un sogno senza confini è un film del 1995 diretto da Peter Yates, tratto dal romanzo di Shane Connaughton ed interpretato da Albert Finney e Matt Keeslar.

## Trama
In un piccolo villaggio della contea di Cavan, appena a sud del confine tra l'Irlanda del Nord e la Repubblica Irlandese, un sergente della Garda Síochána è preoccupato per il complicato rapporto che ha con il figlio diciottenne Danny. Danny, che incolpa suo padre per la morte della madre - deceduta a causa di attacco di cuore durante una lite domestica - e si risente dei modi prepotenti dell'uomo, si trasferisce a vivere con il suo migliore amico Prunty. Successivamente Danny si innamora di Annagh, una bella donna del nord dai capelli rossi, e la loro relazione, che diventa sessuale, inasprisce il conflitto di Danny con il padre.

## Produzione
Il romanziere Shane Connaughton, che ha anche scritto la sceneggiatura di Il mio piede sinistro (1989) e Playboys (1992), ha adattato la sceneggiatura dal suo romanzo. Il film condivide alcune delle stesse qualità tematiche e stilistiche del secondo film di Yates del 1995 — Un adorabile testardo.
Il film è stato girato principalmente a Redhills e vicino a Ballyhaise, villaggi vicini nella contea di Cavan. Alcune scene sono state girate a Clones, contea di Monaghan, una cittadina vicino a Redhills. Sono state utilizzate anche altre località della Repubblica d'Irlanda.

## Distribuzione
Il film venne distribuito nei cinema statunitensi il 22 settembre 1995 dalla Columbia Pictures.

## Accoglienza

### Incassi
Il film ha incassato 470.768 dollari.

### Critica
Michael Wilmington del Chicago Tribune ha dichiarato: "I film migliori o più ricordati di Peter Yates... eccellono tutti nel mostrare l'interazione maschile. E questo è uno dei punti di forza di Un sogno senza confini. Proprio come la caratteristica eccezionale di Finney come attore è la solidità che dà alle sue parti - la sua voce ringhiante e il mento da bulldog che attirano il pubblico in una direzione, i suoi occhi bramosi che li attirano in un'altra - la direzione di Yates, nella migliore delle ipotesi, ha un'affidabilità terrena."